# یواس‌اس رینولدز (دی‌ئی-۴۲)
یواس‌اس رینولدز (دی‌ئی-۴۲) (به انگلیسی: USS Reynolds (DE-42)) یک کشتی بود که طول آن ۲۸۹ فوت ۵ اینچ (۸۸٫۲۱ متر) بود. این کشتی در سال ۱۹۴۳ ساخته شد.